# Pynthanosis henricaria
Pynthanosis henricaria là một loài bướm đêm trong họ Geometridae.